# Aire urbaine de Château-Thierry
L'aire urbaine de Château-Thierry est une aire urbaine française centrée sur l'unité urbaine de Château-Thierry.
Ses limites ont été redéfinies en 2010 par Insee. Elle comprend 35 communes. Ses 36 286 habitants faisaient d'elle la 181e des aires urbaines françaises.
En 2020, l'Insee définit un nouveau zonage d'étude : les aires d'attraction des villes. L'aire d'attraction de Château-Thierry remplace désormais son aire urbaine, avec un périmètre différent.

## Zone de 2010

### Caractéristiques de 2010
D'après la définition qu'en donne l'Institut national de la statistique et des études économiques (INSEE), l'aire urbaine de Château-Thierry constitue une « grande aire », c'est-à-dire « un ensemble de communes, d'un seul tenant et sans enclave, constitué par un pôle (unité urbaine) de plus de 10 000 emplois, et par des communes rurales ou unités urbaines dont au moins 40 % de la population résidente ayant un emploi travaille dans le pôle ou dans des communes attirées par celui-ci ».
D'après la délimitation de l'INSEE en 2010, l'aire urbaine est composé de 35 communes, toutes situées dans le département de l'Aisne. Par rapport au zonage de 1999, elle perd quatre communes, Bonnesvalyn, Épaux-Bézu, Monthurel et Viffort, devenant des communes multipolarisées, mais cinq communes sont intégrées à l'aire urbaine, Bussiares, Le Charmel, Coincy, Jaulgonne et Licy-Clignon.
Parmi ces 35 communes, elle inclut les unités urbaines Château-Thierry, pôle urbain de l'aire, et de Nesles-la-Montagne. Elle comptait en 2022, 36 286 habitants pour 312,27 km2, soit une densité de 113 hab./km2.

### Les 35 communes de l'aire
Les 35 communes de l'aire urbaine de Château-Thierry et leur population en 2022 :
| Code Insee | Nom                  | Type             | Superficie (km2) | Population (hab.) | Densité (hab./km2) |
| ---------- | -------------------- | ---------------- | ---------------- | ----------------- | ------------------ |
| 02062      | Belleau              | Couronne urbaine | 6,72             | 133               | 19,8               |
| 02083      | Beuvardes            | Couronne urbaine | 15,66            | 741               | 47,3               |
| 02085      | Bézu-Saint-Germain   | Couronne urbaine | 11,13            | 991               | 89                 |
| 02094      | Blesmes              | Pôle urbain      | 9,70             | 473               | 48,8               |
| 02105      | Bouresches           | Couronne urbaine | 7,52             | 187               | 24,9               |
| 02114      | Brasles              | Pôle urbain      | 7,45             | 1 711             | 229,7              |
| 02119      | Brécy                | Couronne urbaine | 9,98             | 317               | 31,8               |
| 02137      | Bussiares            | Couronne urbaine | 7,40             | 131               | 17,7               |
| 02164      | Le Charmel           | Couronne urbaine | 9,83             | 324               | 33                 |
| 02166      | Chartèves            | Couronne urbaine | 8,76             | 358               | 40,9               |
| 02168      | Château-Thierry      | Pôle urbain      | 16,55            | 15 068            | 910,5              |
| 02187      | Chierry              | Pôle urbain      | 2,82             | 1 169             | 414,5              |
| 02203      | Coincy               | Couronne urbaine | 17,24            | 1 281             | 74,3               |
| 02213      | Connigis             | Couronne urbaine | 5,46             | 318               | 58,2               |
| 02223      | Courboin             | Couronne urbaine | 14,07            | 301               | 21,4               |
| 02228      | Courtemont-Varennes  | Couronne urbaine | 5,98             | 353               | 59                 |
| 02239      | Crézancy             | Couronne urbaine | 7,06             | 1 193             | 169                |
| 02280      | Épieds               | Couronne urbaine | 18,66            | 411               | 22                 |
| 02290      | Essômes-sur-Marne    | Pôle urbain      | 28,55            | 2 698             | 94,5               |
| 02292      | Étampes-sur-Marne    | Pôle urbain      | 2,24             | 1 331             | 594,2              |
| 02297      | Étrépilly            | Couronne urbaine | 5,13             | 125               | 24,4               |
| 02328      | Fossoy               | Couronne urbaine | 7,18             | 524               | 73                 |
| 02347      | Gland                | Couronne urbaine | 5,65             | 429               | 75,9               |
| 02389      | Jaulgonne            | Couronne urbaine | 1,78             | 669               | 375,8              |
| 02428      | Licy-Clignon         | Couronne urbaine | 4,09             | 70                | 17,1               |
| 02443      | Lucy-le-Bocage       | Couronne urbaine | 7,75             | 212               | 27,4               |
| 02484      | Mézy-Moulins         | Couronne urbaine | 4,48             | 551               | 123                |
| 02509      | Monthiers            | Couronne urbaine | 7,37             | 155               | 21                 |
| 02524      | Mont-Saint-Père      | Couronne urbaine | 10,69            | 689               | 64,5               |
| 02540      | Nesles-la-Montagne   | Couronne urbaine | 17,21            | 1 196             | 69,5               |
| 02554      | Nogentel             | Couronne urbaine | 6,93             | 1 106             | 159,6              |
| 02649      | Rocourt-Saint-Martin | Couronne urbaine | 5,76             | 305               | 53                 |
| 02677      | Saint-Eugène         | Couronne urbaine | 6,75             | 234               | 34,7               |
| 02744      | Torcy-en-Valois      | Couronne urbaine | 3,62             | 77                | 21,3               |
| 02781      | Verdilly             | Couronne urbaine | 5,10             | 455               | 89,2               |

## Évolution démographique
| 1968   | 1975   | 1982   | 1990   | 1999   | 2010   | 2015   |
| ------ | ------ | ------ | ------ | ------ | ------ | ------ |
| 25 230 | 27 922 | 30 804 | 33 311 | 33 572 | 34 790 | 35 438 |

## Zone de 1999

### Caractéristiques en 1999
D'après la définition qu'en donne l'INSEE, l'aire urbaine de Château-Thierry est composée de 34 communes, situées dans l'Aisne. Ses 32 401 habitants font d'elle la 189e aire urbaine de France.
8 communes de l'aire urbaine sont des pôles urbains.
Le tableau suivant détaille la répartition de l'aire urbaine sur le département (les pourcentages s'entendent en proportion du département) :
| Département | Communes | Communes (%) | Superficie (km²) | Superficie (%) | Population (1999) | Population (%) |
| ----------- | -------- | ------------ | ---------------- | -------------- | ----------------- | -------------- |
| Aisne       | 34       | 4,2          | 311,46           | 4,2            | 32 401            | 6,1            |

### Communes en 1999
La liste, dans la boite déroulante ci-dessous, comporte les communes et la population en 1999 de l'aire urbaine